# Eingefallener Keller Themar
Eingefallener Keller Themar este o arie protejată (arie specială de conservare — SAC, sit de importanță comunitară — SCI) din Germania întinsă pe o suprafață de 0,01 ha, integral pe uscat.

## Localizare
Centrul sitului Eingefallener Keller Themar este situat la coordonatele 50°29′55″N 10°36′33″E / 50.4986°N 10.6092°E.

## Înființare
Situl Eingefallener Keller Themar a fost declarat sit de importanță comunitară în iunie 2004 pentru a proteja 3 specii de animale. Situl a fost protejat și ca arie specială de conservare în iulie 2008.

## Biodiversitate
Situată în ecoregiunea continentală, aria protejată nu include niciun habitat protejat.
La baza desemnării sitului se află mai multe specii protejate de  mamifere (3): liliac cârn (Barbastella barbastellus), liliac cu urechi mari (Myotis bechsteinii), liliac comun (Myotis myotis)
Pe lângă speciile protejate, pe teritoriul sitului au mai fost identificate 6 specii de mamifere.